# Tour de Murcie 2020
Le Tour de Murcie 2020 (officiellement nommé Vuelta Ciclista a la Región de Murcia Costa Cálida) est la 40e édition de cette course cycliste par étapes masculine. Il a lieu en Espagne les 14 et 15 février 2020. Il se déroule entre Los Alcázares et Murcie sur un parcours de 357,2 km et fait partie du calendrier UCI Europe Tour 2020 en catégorie 2.1.

## Présentation

### Parcours
Entre 2013 et 2018, la course se déroule sous la forme d'une course d'un jour. Depuis 2019, le Tour de Murcie est redevenu une course par étapes. L'épreuve est tracée sur deux étapes. Il commence par une étape de plaine et se termine par une étape de moyenne montagne.

### Équipes
18 équipes participent à la course - quatre WorldTeams, dix ProTeams et quatre équipes continentales :
| WorldTeams (4)- Astana - Bora-Hansgrohe - Movistar Team - CCC Team ProTeams (10)- Caja Rural-Seguros RGA - Sport Vlaanderen-Baloise - Burgos-BH - Euskaltel-Euskadi - Circus-Wanty Gobert - Arkéa-Samsic - Gazprom-RusVelo - Riwal Readynez - Rally Cycling - Bingoal-Wallonie Bruxelles Équipes continentales (4)- Kometa-Xstra - Equipo Kern Pharma - Aviludo-Louletano - Lokosphinx |
| |

## Étapes
| Étape     | Date    | Villes étapes                       | type                      | Distance (km) | Vainqueur d'étape | Leader du classement général |
| --------- | ------- | ----------------------------------- | ------------------------- | ------------- | ----------------- | ---------------------------- |
| 1re étape | 14 fév. | Los Alcázares – Caravaca de la Cruz | étape vallonnée           | 177,6         | Xandro Meurisse   | Xandro Meurisse              |
| 2e étape  | 15 fév. | Santomera – Murcie                  | étape de moyenne montagne | 179,6         | Luis León Sánchez | Xandro Meurisse              |

## Déroulement de la course

### 1reétape
| \| Classement de l'étape \| Classement de l'étape \| Classement de l'étape \| Classement de l'étape \| Classement de l'étape \| \| Coureur \| Coureur \| Pays \| Équipe \| Temps \| \| --------------------- \| ---------------------- \| --------------------- \| ---------------------- \| --------------------- \| \| 1er \| Xandro Meurisse \| Belgique \| Circus-Wanty Gobert \| 4 h 24 min 00 s \| \| 2e \| Adam de Vos \| Canada \| Rally Cycling \| + 4 s \| \| 3e \| Josef Černý \| Tchéquie \| CCC Team \| + 11 s \| \| 4e \| Thibault Guernalec \| France \| Arkéa-Samsic \| + 11 s \| \| 5e \| Lennard Kämna \| Allemagne \| Bora-Hansgrohe \| + 17 s \| \| 6e \| Nikita Stalnow \| Kazakhstan \| Astana \| + 20 s \| \| 7e \| Jefferson Cepeda \| Équateur \| Caja Rural-Seguros RGA \| + 23 s \| \| 8e \| Sergio García González \| Espagne \| Kometa-Xstra \| + 29 s \| \| 9e \| Héctor Carretero \| Espagne \| Movistar Team \| + 37 s \| \| 10e \| Antonio Jesús Soto \| Espagne \| Fundación-Orbea \| + 50 s \| |                        |            |                        |                 |
| |                        |            |                        |                 |
| Source : ProCyclingStats |                        |            |                        |                 |
| Classement de l'étape |                        |            |                        |                 |
| Coureur | Coureur                | Pays       | Équipe                 | Temps           |
| 1er | Xandro Meurisse        | Belgique   | Circus-Wanty Gobert    | 4 h 24 min 00 s |
| 2e | Adam de Vos            | Canada     | Rally Cycling          | + 4 s           |
| 3e | Josef Černý            | Tchéquie   | CCC Team               | + 11 s          |
| 4e | Thibault Guernalec     | France     | Arkéa-Samsic           | + 11 s          |
| 5e | Lennard Kämna          | Allemagne  | Bora-Hansgrohe         | + 17 s          |
| 6e | Nikita Stalnow         | Kazakhstan | Astana                 | + 20 s          |
| 7e | Jefferson Cepeda       | Équateur   | Caja Rural-Seguros RGA | + 23 s          |
| 8e | Sergio García González | Espagne    | Kometa-Xstra           | + 29 s          |
| 9e | Héctor Carretero       | Espagne    | Movistar Team          | + 37 s          |
| 10e | Antonio Jesús Soto     | Espagne    | Fundación-Orbea        | + 50 s          |

| \| Classement général \| Classement général \| Classement général \| Classement général \| Classement général \| \| Coureur \| Coureur \| Pays \| Équipe \| Temps \| \| ------------------ \| ---------------------- \| ------------------ \| ---------------------- \| ------------------ \| \| 1er \| Xandro Meurisse \| Belgique \| Circus-Wanty Gobert \| 4 h 24 min 00 s \| \| 2e \| Adam de Vos \| Canada \| Rally Cycling \| + 4 s \| \| 3e \| Josef Černý \| Tchéquie \| CCC Team \| + 11 s \| \| 4e \| Thibault Guernalec \| France \| Arkéa-Samsic \| + 11 s \| \| 5e \| Lennard Kämna \| Allemagne \| Bora-Hansgrohe \| + 17 s \| \| 6e \| Nikita Stalnow \| Kazakhstan \| Astana \| + 20 s \| \| 7e \| Jefferson Cepeda \| Équateur \| Caja Rural-Seguros RGA \| + 23 s \| \| 8e \| Sergio García González \| Espagne \| Kometa-Xstra \| + 29 s \| \| 9e \| Héctor Carretero \| Espagne \| Movistar Team \| + 37 s \| \| 10e \| Antonio Jesús Soto \| Espagne \| Fundación-Orbea \| + 50 s \| |                        |            |                        |                 |
| |                        |            |                        |                 |
| Source : ProCyclingStats |                        |            |                        |                 |
| Classement général |                        |            |                        |                 |
| Coureur | Coureur                | Pays       | Équipe                 | Temps           |
| 1er | Xandro Meurisse        | Belgique   | Circus-Wanty Gobert    | 4 h 24 min 00 s |
| 2e | Adam de Vos            | Canada     | Rally Cycling          | + 4 s           |
| 3e | Josef Černý            | Tchéquie   | CCC Team               | + 11 s          |
| 4e | Thibault Guernalec     | France     | Arkéa-Samsic           | + 11 s          |
| 5e | Lennard Kämna          | Allemagne  | Bora-Hansgrohe         | + 17 s          |
| 6e | Nikita Stalnow         | Kazakhstan | Astana                 | + 20 s          |
| 7e | Jefferson Cepeda       | Équateur   | Caja Rural-Seguros RGA | + 23 s          |
| 8e | Sergio García González | Espagne    | Kometa-Xstra           | + 29 s          |
| 9e | Héctor Carretero       | Espagne    | Movistar Team          | + 37 s          |
| 10e | Antonio Jesús Soto     | Espagne    | Fundación-Orbea        | + 50 s          |

### 2eétape
| \| Classement de l'étape \| Classement de l'étape \| Classement de l'étape \| Classement de l'étape \| Classement de l'étape \| \| Coureur \| Coureur \| Pays \| Équipe \| Temps \| \| --------------------- \| ------------------------ \| --------------------- \| --------------------- \| --------------------- \| \| 1er \| Luis León Sánchez \| Espagne \| Astana \| 4 h 21 min 04 s \| \| 2e \| Omar Fraile \| Espagne \| Astana \| + 7 s \| \| 3e \| Josef Černý \| Tchéquie \| CCC Team \| + 7 s \| \| 4e \| Xandro Meurisse \| Belgique \| Circus-Wanty Gobert \| + 7 s \| \| 5e \| Lennard Kämna \| Allemagne \| Bora-Hansgrohe \| + 7 s \| \| 6e \| Vicente García de Mateos \| Espagne \| Aviludo-Louletano \| + 7 s \| \| 7e \| Alejandro Valverde \| Espagne \| Movistar Team \| + 20 s \| \| 8e \| Felix Großschartner \| Autriche \| Bora-Hansgrohe \| + 20 s \| \| 9e \| Matteo Trentin \| Italie \| CCC Team \| + 20 s \| \| 10e \| Kamil Małecki \| Pologne \| CCC Team \| + 5 min 25 s \| |                          |           |                     |                 |
| |                          |           |                     |                 |
| Source : ProCyclingStats |                          |           |                     |                 |
| Classement de l'étape |                          |           |                     |                 |
| Coureur | Coureur                  | Pays      | Équipe              | Temps           |
| 1er | Luis León Sánchez        | Espagne   | Astana              | 4 h 21 min 04 s |
| 2e | Omar Fraile              | Espagne   | Astana              | + 7 s           |
| 3e | Josef Černý              | Tchéquie  | CCC Team            | + 7 s           |
| 4e | Xandro Meurisse          | Belgique  | Circus-Wanty Gobert | + 7 s           |
| 5e | Lennard Kämna            | Allemagne | Bora-Hansgrohe      | + 7 s           |
| 6e | Vicente García de Mateos | Espagne   | Aviludo-Louletano   | + 7 s           |
| 7e | Alejandro Valverde       | Espagne   | Movistar Team       | + 20 s          |
| 8e | Felix Großschartner      | Autriche  | Bora-Hansgrohe      | + 20 s          |
| 9e | Matteo Trentin           | Italie    | CCC Team            | + 20 s          |
| 10e | Kamil Małecki            | Pologne   | CCC Team            | + 5 min 25 s    |

## Classements finals

### Classement général
| \| Classement général \| Classement général \| Classement général \| Classement général \| Classement général \| \| Coureur \| Coureur \| Pays \| Équipe \| Temps \| \| ------------------ \| ------------------------ \| ------------------ \| ---------------------- \| ------------------ \| \| 1er \| Xandro Meurisse \| Belgique \| Circus-Wanty Gobert \| 8 h 45 min 55 s \| \| 2e \| Josef Černý \| Tchéquie \| CCC Team \| + 11 s \| \| 3e \| Lennard Kämna \| Allemagne \| Bora-Hansgrohe \| + 17 s \| \| 4e \| Thibault Guernalec \| France \| Arkéa-Samsic \| + 5 min 49 s \| \| 5e \| Nikita Stalnow \| Kazakhstan \| Astana \| + 5 min 58 s \| \| 6e \| Jefferson Cepeda \| Équateur \| Caja Rural-Seguros RGA \| + 6 min 01 s \| \| 7e \| Héctor Carretero \| Espagne \| Movistar Team \| + 6 min 15 s \| \| 8e \| Sergio García González \| Espagne \| Kometa-Xstra \| + 11 min 16 s \| \| 9e \| Antonio Jesús Soto \| Espagne \| Fundación-Orbea \| + 11 min 35 s \| \| 10e \| Adam de Vos \| Canada \| Rally Cycling \| + 12 min 45 s \| \| 11e \| Luis León Sánchez \| Espagne \| Astana \| + 16 min 42 s \| \| 12e \| Omar Fraile \| Espagne \| Astana \| + 16 min 49 s \| \| 13e \| Vicente García de Mateos \| Espagne \| Aviludo-Louletano \| + 16 min 49 s \| \| 14e \| Alejandro Valverde \| Espagne \| Movistar Team \| + 17 min 02 s \| \| 15e \| Felix Großschartner \| Autriche \| Bora-Hansgrohe \| + 17 min 02 s \| |                          |            |                        |                 |
| |                          |            |                        |                 |
| Source : ProCyclingStats |                          |            |                        |                 |
| Classement général |                          |            |                        |                 |
| Coureur | Coureur                  | Pays       | Équipe                 | Temps           |
| 1er | Xandro Meurisse          | Belgique   | Circus-Wanty Gobert    | 8 h 45 min 55 s |
| 2e | Josef Černý              | Tchéquie   | CCC Team               | + 11 s          |
| 3e | Lennard Kämna            | Allemagne  | Bora-Hansgrohe         | + 17 s          |
| 4e | Thibault Guernalec       | France     | Arkéa-Samsic           | + 5 min 49 s    |
| 5e | Nikita Stalnow           | Kazakhstan | Astana                 | + 5 min 58 s    |
| 6e | Jefferson Cepeda         | Équateur   | Caja Rural-Seguros RGA | + 6 min 01 s    |
| 7e | Héctor Carretero         | Espagne    | Movistar Team          | + 6 min 15 s    |
| 8e | Sergio García González   | Espagne    | Kometa-Xstra           | + 11 min 16 s   |
| 9e | Antonio Jesús Soto       | Espagne    | Fundación-Orbea        | + 11 min 35 s   |
| 10e | Adam de Vos              | Canada     | Rally Cycling          | + 12 min 45 s   |
| 11e | Luis León Sánchez        | Espagne    | Astana                 | + 16 min 42 s   |
| 12e | Omar Fraile              | Espagne    | Astana                 | + 16 min 49 s   |
| 13e | Vicente García de Mateos | Espagne    | Aviludo-Louletano      | + 16 min 49 s   |
| 14e | Alejandro Valverde       | Espagne    | Movistar Team          | + 17 min 02 s   |
| 15e | Felix Großschartner      | Autriche   | Bora-Hansgrohe         | + 17 min 02 s   |

### Classements annexes
| Classement de la montagne | Classement de la montagne    | Classement de la montagne | Classement de la montagne | Classement de la montagne |
| Coureur                   | Coureur                      | Pays                      | Équipe                    | Points                    |
| ------------------------- | ---------------------------- | ------------------------- | ------------------------- | ------------------------- |
| 1er                       | Omar Fraile                  | Espagne                   | Astana                    | 18 pts                    |
| 2e                        | Nikita Stalnow               | Kazakhstan                | Astana                    | 18 pts                    |
| 3e                        | Lennard Kämna                | Allemagne                 | Bora-Hansgrohe            | 13 pts                    |
| 4e                        | Alejandro Valverde           | Espagne                   | Movistar Team             | 12 pts                    |
| 5e                        | Jefferson Cepeda             | Équateur                  | Caja Rural-Seguros RGA    | 10 pts                    |
| 6e                        | Vicente García de Mateos     | Espagne                   | Aviludo-Louletano         | 9 pts                     |
| 7e                        | Xandro Meurisse              | Belgique                  | Circus-Wanty Gobert       | 6 pts                     |
| 8e                        | Héctor Carretero             | Espagne                   | Movistar Team             | 6 pts                     |
| 9e                        | Óscar Rodríguez Garaicoechea | Espagne                   | Astana                    | 6 pts                     |
| 10e                       | Nélson Oliveira              | Portugal                  | Movistar Team             | 6 pts                     |

| Classement de la montagne | Classement de la montagne    | Classement de la montagne | Classement de la montagne | Classement de la montagne |
| Coureur                   | Coureur                      | Pays                      | Équipe                    | Points                    |
| ------------------------- | ---------------------------- | ------------------------- | ------------------------- | ------------------------- |
| 1er                       | Omar Fraile                  | Espagne                   | Astana                    | 18 pts                    |
| 2e                        | Nikita Stalnow               | Kazakhstan                | Astana                    | 18 pts                    |
| 3e                        | Lennard Kämna                | Allemagne                 | Bora-Hansgrohe            | 13 pts                    |
| 4e                        | Alejandro Valverde           | Espagne                   | Movistar Team             | 12 pts                    |
| 5e                        | Jefferson Cepeda             | Équateur                  | Caja Rural-Seguros RGA    | 10 pts                    |
| 6e                        | Vicente García de Mateos     | Espagne                   | Aviludo-Louletano         | 9 pts                     |
| 7e                        | Xandro Meurisse              | Belgique                  | Circus-Wanty Gobert       | 6 pts                     |
| 8e                        | Héctor Carretero             | Espagne                   | Movistar Team             | 6 pts                     |
| 9e                        | Óscar Rodríguez Garaicoechea | Espagne                   | Astana                    | 6 pts                     |
| 10e                       | Nélson Oliveira              | Portugal                  | Movistar Team             | 6 pts                     |

| Classement par points | Classement par points    | Classement par points | Classement par points | Classement par points |
| Coureur               | Coureur                  | Pays                  | Équipe                | Points                |
| --------------------- | ------------------------ | --------------------- | --------------------- | --------------------- |
| 1er                   | Xandro Meurisse          | Belgique              | Circus-Wanty Gobert   | 39 pts                |
| 2e                    | Josef Černý              | Tchéquie              | CCC Team              | 32 pts                |
| 3e                    | Luis León Sánchez        | Espagne               | Astana                | 25 pts                |
| 4e                    | Lennard Kämna            | Allemagne             | Bora-Hansgrohe        | 24 pts                |
| 5e                    | Adam de Vos              | Canada                | Rally Cycling         | 20 pts                |
| 6e                    | Omar Fraile              | Espagne               | Astana                | 20 pts                |
| 7e                    | Thibault Guernalec       | France                | Arkéa-Samsic          | 14 pts                |
| 8e                    | Nikita Stalnow           | Kazakhstan            | Astana                | 10 pts                |
| 9e                    | Vicente García de Mateos | Espagne               | Aviludo-Louletano     | 10 pts                |
| 10e                   | Alejandro Valverde       | Espagne               | Movistar Team         | 10 pts                |

| Classement par points | Classement par points    | Classement par points | Classement par points | Classement par points |
| Coureur               | Coureur                  | Pays                  | Équipe                | Points                |
| --------------------- | ------------------------ | --------------------- | --------------------- | --------------------- |
| 1er                   | Xandro Meurisse          | Belgique              | Circus-Wanty Gobert   | 39 pts                |
| 2e                    | Josef Černý              | Tchéquie              | CCC Team              | 32 pts                |
| 3e                    | Luis León Sánchez        | Espagne               | Astana                | 25 pts                |
| 4e                    | Lennard Kämna            | Allemagne             | Bora-Hansgrohe        | 24 pts                |
| 5e                    | Adam de Vos              | Canada                | Rally Cycling         | 20 pts                |
| 6e                    | Omar Fraile              | Espagne               | Astana                | 20 pts                |
| 7e                    | Thibault Guernalec       | France                | Arkéa-Samsic          | 14 pts                |
| 8e                    | Nikita Stalnow           | Kazakhstan            | Astana                | 10 pts                |
| 9e                    | Vicente García de Mateos | Espagne               | Aviludo-Louletano     | 10 pts                |
| 10e                   | Alejandro Valverde       | Espagne               | Movistar Team         | 10 pts                |

#### Classement par équipes
| Classement par équipes | Classement par équipes | Classement par équipes | Classement par équipes |
| Équipe                 | Équipe                 | Pays                   | Temps                  |
| ---------------------- | ---------------------- | ---------------------- | ---------------------- |
| 1re                    | Astana                 | Kazakhstan             | 26 h 57 min 07 s       |
| 2e                     | CCC Team               | Pologne                | + 8 s                  |
| 3e                     | Circus-Wanty Gobert    | Belgique               | + 5 min 37 s           |
| 4e                     | Bora-Hansgrohe         | Allemagne              | + 6 min 45 s           |
| 5e                     | Movistar Team          | Espagne                | + 11 min 56 s          |

## Évolution des classements
| Étape              | Vainqueur          | Classement général | Classement de la montagne | Classement par points | Classement meta volantes | Classement par équipes |
| ------------------ | ------------------ | ------------------ | ------------------------- | --------------------- | ------------------------ | ---------------------- |
| 1                  | Xandro Meurisse    | Xandro Meurisse    | Nikita Stalnov            | Xandro Meurisse       | Adam De Vos              | Arkéa-Samsic           |
| 2                  | Luis León Sánchez  | Xandro Meurisse    | Omar Fraile               | Xandro Meurisse       | Antonio Jesús Soto       | Astana                 |
| Classements finals | Classements finals | Xandro Meurisse    | Omar Fraile               | Xandro Meurisse       | Antonio Jesús Soto       | Astana                 |